# Selma Blair
Selma Blair, egentligen Selma Blair Beitner, född 23 juni 1972 i Southfield, Michigan, är en amerikansk skådespelare.
Blair fick sitt genombrott 1999 med filmen En djävulsk romans och den kortlivade TV-serien Zoe, Duncan, Jack and Jane. Sedan dess har hon medverkat i stora Hollywood-produktioner som Legally Blonde (2001), Snygg, sexig och singel (2002), Hellboy (2004), The Fog (2005), Purple Violets (2007) och Hellboy II: The Golden Army  (2008). Hon hade också titelrollen Kim i amerikanska sitcom-serien Kath & Kim (2008–2009).

## Tidiga år
Selma Blair föddes i Southfield, Michigan. Hennes föräldrar var juristen Elliot Bleitner och domaren Molly Ann Bleitner, född Cooke. Hon har tre äldre syskon: Katherine (förlagsredaktör), Elizabeth och Marie. Blair gick på Hillel Day School, en judisk dagskola i Farmington Hills, och på Cranbrook Kingswood-skolan i Bloomfield Hills, båda belägna i  Michigan. Efter det började hon läsa vid Kalamazoo College. Nästa anhalt var University of Michigan, där Blair 1994 tog sin kandidatexamen i fotografi.

## Karriär

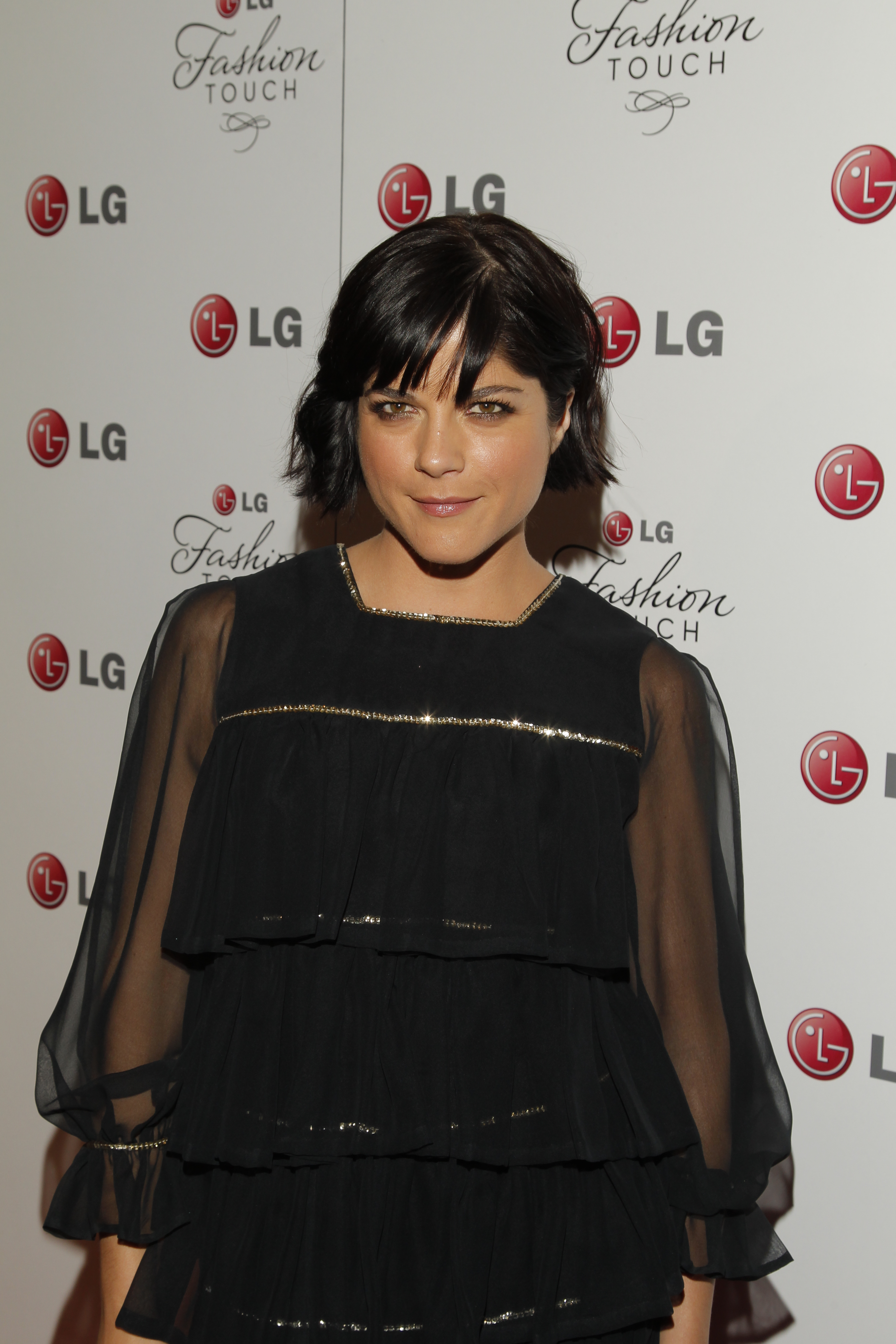
Selma Blair på ett evenemang arrangerat av LG, 28 maj 2010.

Selma Blair ville först bli fotograf, vilken var den ursprungliga anledningen till att hon valde att flytta till New York efter sina avslutade studier. Väl där kom hon på andra tankar, och vände sig till dramatiken och gestaltandet. Efter att ha övat upp sitt hantverk på Stella Adler Conservatory of Acting i New York, påbörjade Blair sin karriär i mitten av 1990-talet.
Till en början fick hon enbart göra mindre roller och gästframträdanden. En provspelning för rollen som Buffy the Vampire Slayer gick inte vägen, och slutade med att hennes vän Sarah Michelle Gellar fick jobbet istället. 1998 var Blair med i musikvideon till bandet My Friend Steves låt Charmed. Ett löfte som gavs samma år om att hon skulle få spela en återkommande rollfigur i TV-serien Getting Personal (1998) höll dock inte, och hon fick sparken direkt efter pilotavsnittet.
Genombrottet kom 1999 med filmen En djävulsk romans, som hade Sarah Michelle Gellar, Reese Witherspoon och Ryan Phillippe i rollerna. Blair vann en MTV Movie Award för Bästa Kyss, syftande på den mellan henne och Gellar som ägde rum i filmen.
Karriären fortsatte med rollen som Zoe Bean i den amerikanska TV-serien Zoe, Duncan, Jack and Jane (1999-2000). Under inspelningen av ett av seriens första avsnitt blev Blair så frustrerad när hon inte lyckades säga sina repliker rätt att hon svimmade. Inspelningen gjordes live inför en riktig publik i studion. Resten av dagens filmande ställdes in för att hon skulle få möjlighet att krya på sig.
2001 återförenades hon och Reese Witherspoon i komedin Legally Blonde, och året därpå hade Highway (2002) premiär.
Blair spelade också en av huvudrollerna i Snygg, sexig och singel (2002) med bland andra Cameron Diaz och Christina Applegate, samt i två independent-filmer som skulle komma att ge henne erkännande bland kritikerna: Dana Lustigs Kill Me Later (2001) och Todd Solondz kontroversiella Storytelling (2001).
En av hennes större roller blev den som Liz Sherman i Hellboy (2004) och i dess uppföljare från 2008, Hellboy II: The Golden Army. Filmerna är baserade på den berömda serietidningen. 
Andra filmer på curriculum vitaet är The Fog (2005),  Feast of Love (2007) med Greg Kinnear och Morgan Freeman, Ed Burns Purple Violets (2007), och skräckthrillern WΔZ (2007) med Stellan Skarsgård.
Blair var tillsammans med Molly Shannon huvudrollsinnehavare i TV-serien Kath & Kim (2008-2009), baserad på en australiensisk sitcom med samma namn, och på teaterscenen har hon bland annat spelat Kayleen i Rajiv Josephs drama Gruesome Playground Injuries som hade världspremiär på Alley Theatre i Houston oktober 2009.
Hon har även medverkat i filmerna Columbus Circle (2010), och Different Kind Of Love (2011) med Juliette Lewis.
Hon är influerad av skådespelarna Sissy Spacek, Julie Hagerty och Judy Davis i sitt arbete.

## Privatliv
Blair är mycket intresserad av ridning. När hon var liten var hon en återkommande gäst hos Black River Farm and Ranch, ett ridläger för flickor. Djurintresset sträcker sig emellertid även till andra arter. Till exempel arbetar hon ideellt på ett härbärge för herrelösa hundar, och äger själv en enögd hund vid namn Wink. Haj är däremot inte ett av favoritdjuren. Selma Blair utvecklade en fobi för vatten och hajar efter att ha sett filmen Hajen (1975).
Selma Blair har sagt att hennes första förälskelse var i Spock, den vulcanske rollfiguren som Leonard Nimoy spelar i Star Trek: The Original Series.
Hon tyckte inte om namnet Selma när hon gick på high school och kallade sig därför enbart för Blair. När Blair var 23 år gammal skilde sig hennes föräldrar. Då valde hon bort efternamnet Beitner, eftersom hon inte ville ha någonting att göra med sin far. Familjen Blair är judisk, och Selma Blair har ett hebreiskt namn: Batsheva.
Selma Blair var gift med Ahmet Zappa (son till musikern Frank Zappa) mellan 2004 och 2006. Hon ansökte om skilsmässa 2006, med "oförenliga motsättningar" som orsak. Tillsammans med modedesignern Jason Bleick har hon en son född 2011. I oktober 2018 meddelade Selma Blair att hon har den neurologiska sjukdomen multipel skleros. Hennes kamp mot sjukdomen skildras i dokumentären Introducing, Selma Blair.
Reese Witherspoon, som Blair har arbetat med i En djävulsk romans (1999) och Legally Blonde (2001), är i dag hennes bästa vän.

## Filmografi

### Filmer
| År   | Titel                        | Roll                             | Övrigt                      |
| ---- | ---------------------------- | -------------------------------- | --------------------------- |
| 1996 | The Broccoli Theory          | Kringelvagnslesbian              |                             |
| 1996 | Brain Candy                  | Flicka på rockkonsert            |                             |
| 1997 | Strong Island Boys           | Tara                             |                             |
| 1997 | Gone Again                   | Ayla                             |                             |
| 1997 | Arresting Gena               | Drogad kvinna                    |                             |
| 1997 | Two in the Morning           | Shea                             |                             |
| 1997 | Ute eller inte               | Kusin Linda                      |                             |
| 1997 | Scream 2                     | Cicis vän i telefonen            | Ej omnämnd                  |
| 1998 | Charmed                      | Ung kvinna                       | Musikvideo, My Friend Steve |
| 1998 | Brown's Requiem              | Jane                             |                             |
| 1998 | Girl                         | Darcy                            |                             |
| 1998 | Alla var där                 | Tjej som Mike stöter på #1       |                             |
| 1998 | Debutante                    | Nan                              |                             |
| 1999 | En djävulsk romans           | Cecile Caldwell                  |                             |
| 2000 | Down to You                  | Cyrus                            |                             |
| 2001 | Kill Me Later                | Shawn Holloway                   |                             |
| 2001 | Storytelling                 | Vi                               |                             |
| 2001 | Legally Blonde               | Vivian Kensington                |                             |
| 2002 | Highway                      | Cassie                           |                             |
| 2002 | Snygg, sexig och singel      | Jane Burns                       |                             |
| 2003 | A Guy Thing                  | Karen                            |                             |
| 2003 | Dallas 362                   | Peg                              |                             |
| 2004 | Hellboy                      | Elizabeth "Liz" Sherman          |                             |
| 2004 | A Dirty Shame                | Caprice Stickles / Ursula Udders |                             |
| 2004 | In Good Company              | Kimberly                         |                             |
| 2005 | Pretty Persuasion            | Grace Anderson                   |                             |
| 2005 | The Deal (filmen från 2005)  | Abbey Gallagher                  |                             |
| 2005 | The Fog (filmen från 2005)   | Stevie Wayne                     |                             |
| 2005 | The Big Empty (kortfilm)     | Alice                            |                             |
| 2006 | The Alibi                    | Adelle                           |                             |
| 2006 | The Night of the White Pants | Beth Hagan                       |                             |
| 2007 | Purple Violets               | Patti Petalson                   |                             |
| 2007 | WΔZ                          | Jean Lerner                      |                             |
| 2007 | Feast of Love                | Kathryn Smith                    |                             |
| 2008 | My Mom's New Boyfriend       | Emily Lott                       |                             |
| 2008 | The Poker House              | Sarah                            |                             |
| 2008 | Hellboy II: The Golden Army  | Elizabeth "Liz" Sherman          |                             |
| 2010 | Full of Regret               | Katt                             | Musikvideo, Danko Jones     |
| 2011 | The Family Tree              | Ms. Delbo                        |                             |
| 2011 | Animal Love                  | Sorrel                           | Kortfilm                    |
| 2011 | Dark Horse                   | Miranda ('Vi')                   |                             |
| 2011 | Kingdom Come                 | Sig själv                        | Dokumentär                  |
| 2012 | Columbus Circle              | Abigail                          |                             |
| 2012 | In Their Skin                | Mary                             |                             |
| 2015 | Sex, Death and Bowling       | Glenn McAllister                 |                             |
| 2019 | After                        | Carol Young                      |                             |
| 2020 | After We Collided            | Carol Young                      |                             |

### TV-framträdanden
| År         | Titel                         | Roll               | Övrigt                                     |
| ---------- | ----------------------------- | ------------------ | ------------------------------------------ |
| 1995       | The Adventures of Pete & Pete | Penelope Ghiruto   | 1 avsnitt                                  |
| 1997       | Amazon High                   | Cyane              |                                            |
| 1997       | Soldier of Fortune, Inc.      | Tish August        | 1 avsnitt                                  |
| 1998       | No Laughing Matter            | Lauren Winslow     |                                            |
| 1999– 2000 | Zoe, Duncan, Jack and Jane    | Zoe Bean           | 24 avsnitt                                 |
| 2000       | Xena – Krigarprinsessan       | Cyane              | 1 avsnitt                                  |
| 2002       | Vänner                        | Wendy              | Avsnitt: "The One with Christmas in Tulsa" |
| 2003       | Coast to Coast                | Stacey Pierce      | TV-film                                    |
| 2004       | DeMarco Affairs               | Kate DeMarco       |                                            |
| 2006       | Hellboy: Sword of Storms      | Liz Sherman (Röst) | TV-film                                    |
| 2007       | Hellboy: Blood and Iron       | Liz Sherman (Röst) | TV-film                                    |
| 2008– 2009 | Kath & Kim                    | Kim                | 18 avsnitt                                 |
| 2010       | Web Therapy                   | Tammy Hines        | 3 avsnitt                                  |
| 2010       | Project Runway                | Gästdomare         | 1 avsnitt                                  |
| 2012– 2013 | Anger Management              | Kate Wales         | 50 avsnitt                                 |

## Priser och nomineringar
| År   | Pris                   | Resultat   | Kategori                                    | Namn på verk                                                  |
| ---- | ---------------------- | ---------- | ------------------------------------------- | ------------------------------------------------------------- |
| 1999 | Teen Choice Awards     | Nominering | Genombrottsprestation (TV)                  | Zoe, Duncan, Jack and Jane                                    |
| 2000 | MTV Movie Awards       | Nominering | Genombrottsroll av en kvinnlig skådespelare | En djävulsk romans                                            |
| 2000 | MTV Movie Awards       | Vinst      | Bästa Kyss                                  | En djävulsk romans (Priset delades med Sarah Michelle Gellar) |
| 2000 | Young Hollywood Awards | Vinst      | Spännande nykomling (Kvinna)                |                                                               |
| 2002 | Young Hollywood Awards | Vinst      | Nästa Generation                            |                                                               |
| 2002 | Teen Choice Awards     | Nominering | Choice Actress, komedi (Film)               | Snygg, sexig och singel                                       |
| 2003 | DVD Exclusive Awards   | Nominering | Bästa kvinnliga skådespelare                | Highway                                                       |